# Jablonové (powiat Bytča)
Jablonové – wieś i gmina (obec) w powiecie Bytča, kraju żylińskim, w północnej Słowacji. Pierwsza pisemna wzmianka o wsi pochodzi z 1268 roku.
Jablonové położone jest w dolinie potoku Hradnianka i jego dopływu, od zachodu wznoszą się nad nim Skały Sulowskie, od wschodu Manínska vrchovina. We wznoszącej się nad miejscowością górze Sulowskich Skał działa Kamieniołom Jablonové.

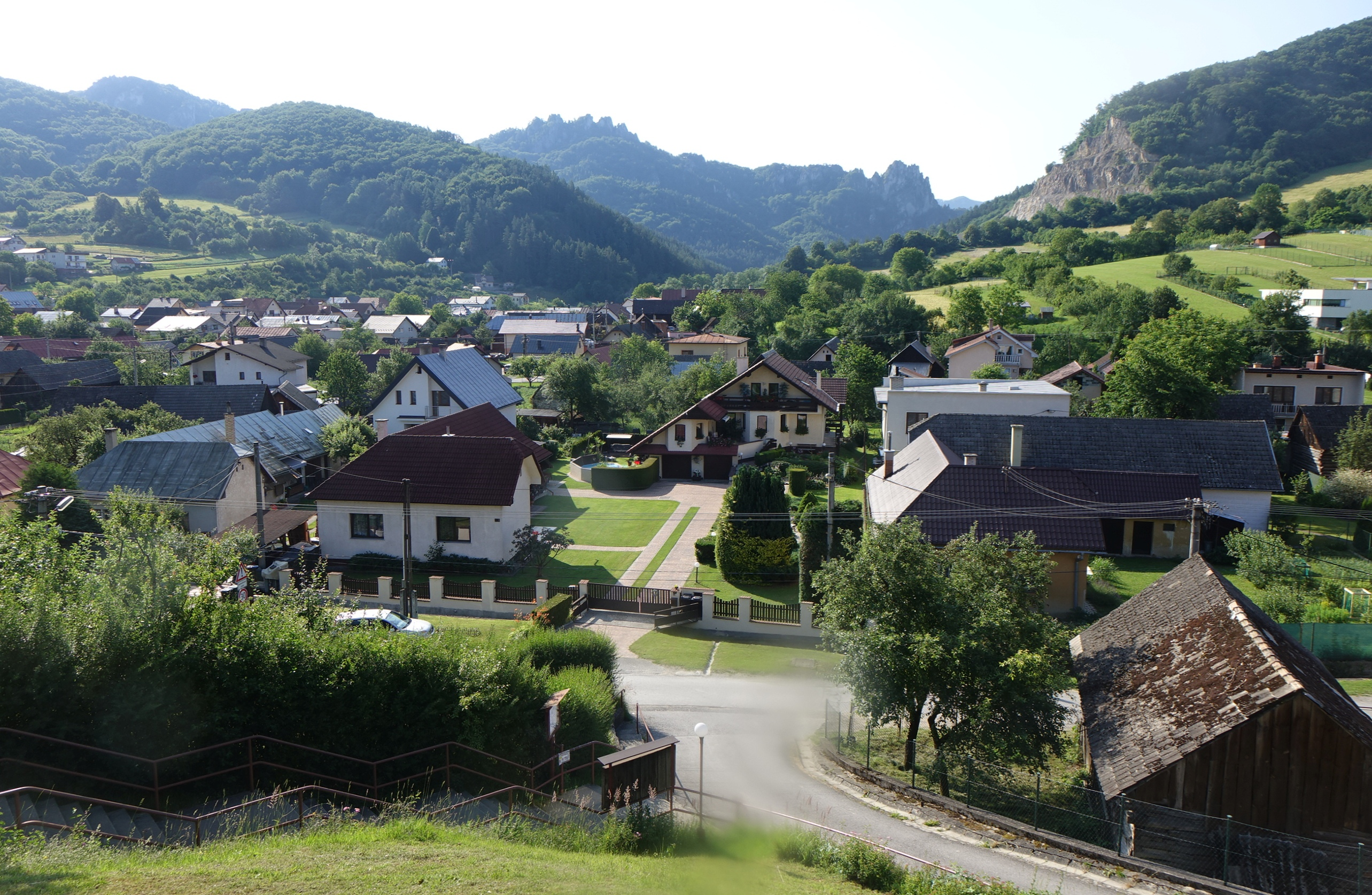
Fragment wsi
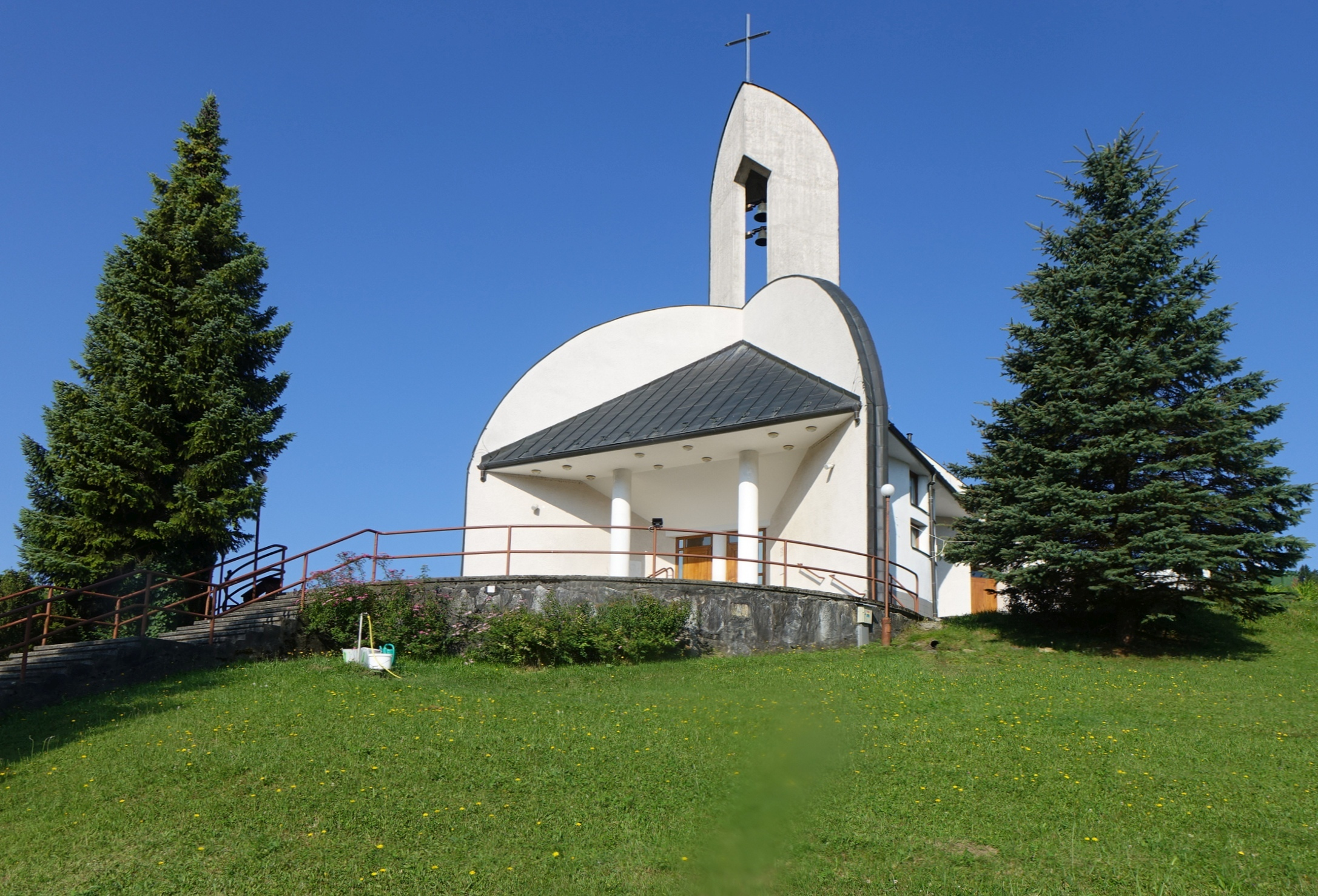
Kościół
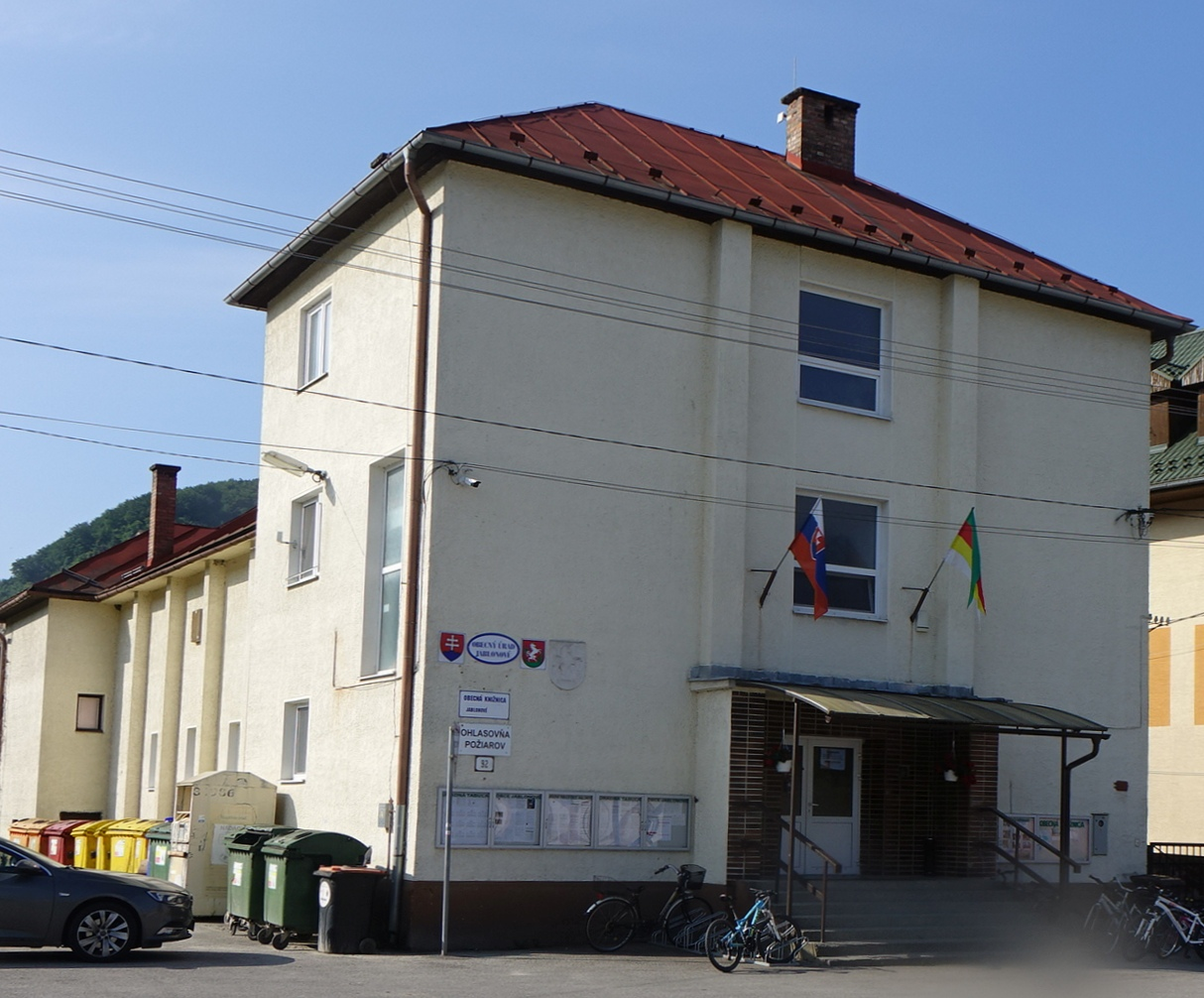
Urząd gminy
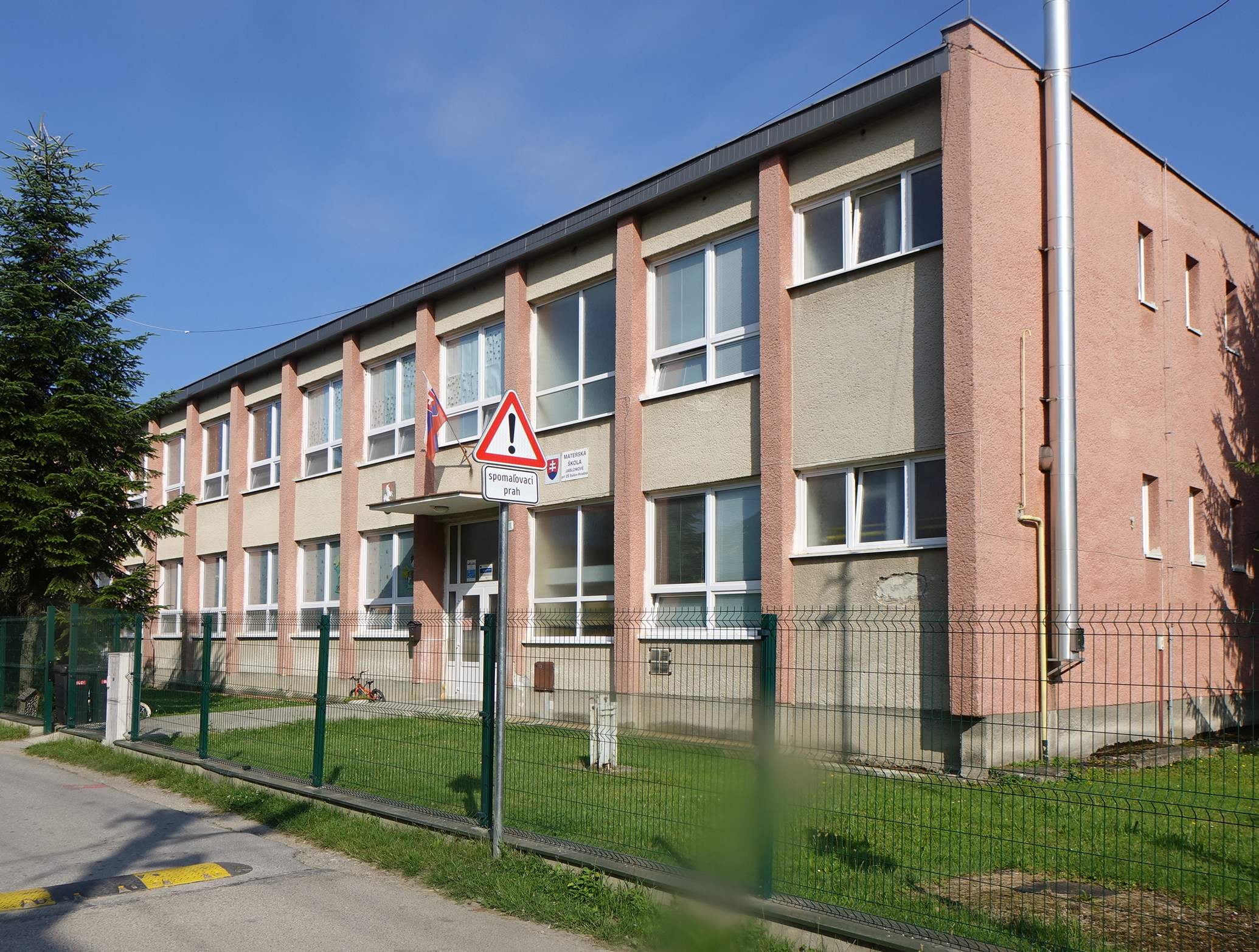
Szkoła